# Lycée du Manengouba
Crée en 1947 sous l’appellation de collège moderne de Nkongsamba, l’actuel Lycée du Manengouba est le plus important établissement public d’enseignement secondaire général du Moungo.

## Historique
L'établissement est aussi surnommé Lymankong (Lycée du Manengouba de Nkongsamba).
Le lycée a célébré ses 75 ans mais souffre de dégradations et de traces de délabrement importants. En 2012, le proviseur, qui déplore l’insuffisance du personnel, le défaut d’un orchestre pour l’enseignement de la musique, souhaite renforcer la salle multimédia pour la formation aux TIC, faire restaurer l’établissement dont les installations sont dépassées, espère la réouverture de l’internat, l’acquisition d’un bus pour le transport des élèves, et l’équipement de l’infirmerie.
En attendant, l’on ne peut que souhaiter un joyeux anniversaire au Lycée du Manengouba.
En 2021, des collectifs d'associations ou d'anciens élèves dénoncent l'appropriation illégale d'une partie des terrains appartenant aux établissements scolaires, risques évalués et signalés aux autorités dès le début des années 2000 ,.

## Infrastructure
Le Lycée technique, l'école normale des instituteurs et l'école primaire d'application , partagent un campus de près de 55 hectares avec le Lycée du Manengouba. L'établissement accueille plus de 3 000 élèves, encadrés par une centaine d'enseignants et dispose de terrains de sport, d'un gymnase et de pistes d'athlétisme.

## Personnalités camerounaises ayant étudié au lycée
- Augustin Kontchou Kouomegni, professeur d'université et ancien ministre d'État du Cameroun
- Clobert Tchatat, ministre camerounais
- Siegfried David Etame Massoma, Préfet, gouverneur de région, puis ministre des Sports du Cameroun
- Jean Nkuete, ancien vice-premier ministre camerounais
- Aimé Patrice Ngom Priso, roi Bankon
- Dulcy Fankam, joueuse de basketball
- Me Siewe Anne, avocate
- Frédéric Nzoki Epoh, proviseur